# 日本癌治療学会
一般社団法人日本癌治療学会（にほんがんちりょうがっかい）は、日本における癌の予防、診断及び治療に関わる調査・研究を行っている学術団体であり、2019年7月時点で17,000人以上の会員を抱える日本の主要学会の一つ。英語名はJapan Society of Clinical Oncology (JSCO)。

## 概要
- 臓器横断的学会として癌治療に関する研究・論文・人材育成など幅広い活動を行っている。
- 会員数：17,263名（2019年7月31日現在）[3]

## 総会
- 年1回
- 地方会はない

## 機関誌
- 「International Journal of Clinical Oncology」[3]（年間6回発行、14,000部、22,000円／年間）
- 「International Cancer Conference Journal」[3]（年間4回発行）

## 年会費
- 12,000円（入会5年未満は10,000円、5年以上は12,000円、評議員15,000円）

## がん治療専門医の問題
がん治療に関する専門医制度は、外科医が中心といわれる日本癌治療学会と、内科医が中心と言われる日本臨床腫瘍学会がそれぞれ別々に制定しようとしていたことから、患者団体を中心に制度の一本化を求める要望が出されていた。そのため「がん治療専門医をめぐっての提言（2005年6月30日）」が日本医学会より提示され、日本癌治療学会、日本臨床腫瘍学会に基礎系の日本癌学会を加えた3学会共同による「がん治療認定医制度」を設ける事で合意がなされた。しかしその一方で、日本臨床腫瘍学会が独自の専門医制度である「がん薬物療法専門医」の認定を始めるなど独自の動きも見せており、足並みが揃っていない。その背景には、欧米のオンコロジストのようながん薬物療法に特化したスペシャリストの育成を目指す日本臨床腫瘍学会と、日本では外科医が抗がん剤治療を担ってきた現状にあわせて更に臨床腫瘍学の知識を取得した医師の育成を目指す日本癌治療学会との意見の相違が大きく影響している。

## 関連事項
- 悪性腫瘍／腫瘍／癌腫／肉腫／良性腫瘍／発癌性
- 医学／歯学／薬学／看護学
- 腫瘍学
- ターミナルケア／緩和医療
- 医師／歯科医師／薬剤師／獣医師／看護師／臨床検査技師／診療検査技師／臨床工学技士／歯科衛生士／臨床検査技師
- がん治療認定医／がん薬物療法専門医／がん専門薬剤師／がん化学療法看護認定看護師／がん性疼痛看護認定看護師／乳がん看護認定看護師
- 世界保健機関 (WHO)／アメリカ疾患予防管理センター (CDC)／国立がん研究センター／国立保健医療科学院（旧国立公衆衛生院）／厚生労働省／保健所
- 学会の一覧／研究会